# توني أوبين
توني أوبين (Tony Aubin) أو توني لويس ألكسندري أوبين (8 ديسمبر 1907 في باريس - 21 سبتمبر 1981) كان ملحن فرنسي.
درس توني بين عامي 1925 حتى 1930 في المعهد الموسيقي بباريس عند صمويل رزياو وغيره، في عام 1930 فاز توني بجائزة روما للكاناتا. عمل فيما بعد مع إذاعة، كما اشتغل أستاذاً في مادة التأليف الموسيقي في المعهد الموسيقي في باريس من عام 1944 حتى عام 1977، لحن توني للباليه والأوبرا والدراما والأفلام، وسيمفونيتين

## أعماله
- سوناتا للبيانو (1930)
- ست قصائد من فيرلانا (1932/1933)

## روابط خارجية
- توني أوبين على موقع IMDb (الإنجليزية)
- توني أوبين على موقع ميوزك برينز (الإنجليزية)
- توني أوبين على موقع ديسكوغز (الإنجليزية)
- توني أوبين على موقع قاعدة بيانات الفيلم (الإنجليزية)